# NGC 7429
NGC 7429 في الفهرس العام الجديد، هي مجرة، تقع في كوكبة الملتهب. اكتشفت في 29 سبتمبر 1829 بواسطة جون هيرشل.

## روابط خارجية
- NGC 7429 على موقع ويكي سكاي: DSS2, SDSS, GALEX, IRAS, Hydrogen α, X-Ray, Astrophoto, Sky Map, Articles and images